# Analogia entis
Analogia entis ist ein lateinischer Ausdruck aus der Scholastik, der einen griechischen Fachterminus der platonischen Philosophie latinisiert. Man kann ihn im Deutschen nur umständlich durch „Verhältnismäßigkeit des Seienden“ wiedergeben. Kern ist der platonische Analogiebegriff (siehe Analogie (Philosophie)). Der Begriff dient der Untersuchung, ob das Sein verschiedener Seiender verglichen werden kann.
Die Position des Aristoteles (und auch der aristotelischen Scholastik) besteht darin, dass es keine Aktualität gibt, welche allem Seienden gemeinsam ist. Dies bedeutet, dass die Gemeinsamkeit der unterschiedlichen Seienden nicht auf einer gemeinsamen Aktualität beruht, sondern analog ist.

## Der Begriff
Der Begriff „Analogia entis“ unterscheidet sich von der „Aequivocitas entis“ und der „Univocitas entis“ und nimmt eine Zwischenstellung ein. In der „Aequivocitas entis“ werden Seiende hinsichtlich ihres Seins als völlig verschieden betrachtet. Der Seinsbegriff benutzt in dieser Perspektive nur den gemeinsamen Klang eines Wortes („vox“). In Wirklichkeit kommt den Dingen nichts zu, was den gemeinsamen Gebrauch des Wortes „Sein“ rechtfertigt. 
Das andere Extrem ist die „Univocitas entis“. Sie wird für verschiedene Seiende verwendet, denen eine gemeinsame Aktualität zukommt, welche den gemeinsamen Gebrauch des Wortes „Sein“ rechtfertigt. Hier wird mit demselben Klang des Wortes auch dieselbe Sache bezeichnet.
Auf die Gesamtheit des Seienden kann, nach Aristoteles, weder der Begriff der „Univocitas entis“ noch der Begriff der „Aequivocitas entis“ angewendet werden, sondern nur die „Analogia entis“. Siehe zur Unterscheidung zwischen äquivoken und univoken Begriffen auch: Homonym.

## Die philosophische Problemstellung
Aristoteles kennt 10 höchste Gattungen des Seins, die Kategorien (Substanz, Qualität, Quantität, Relation, Wann, Wo …).
Dem wäre nicht so, wäre das Seiende eine eigene Gattung. Dann nämlich wäre dies die höchste Gattung.
Ein oberflächlicher Denker setzt schnell über die Kategorien diese oberste Gattung. Aristoteles hat die Frage genau untersucht und kommt zum Schluss, dass das Seiende keine oberste Gattung sein kann.
Schon in den ersten Seiten seiner Metaphysik erklärt Aristoteles, dass es keine Wissenschaft von allem Seienden geben könne. Um sie zu erlernen, müsse man nichts wissen. Damit kann man aber nichts erlernen (1. Buch 992b).
Auch macht Aristoteles deutlich, dass alle Wirksamkeit des Seins darauf beruht, dass die Ursache über eine Aktualität verfügt, welche im Erleidenden zunächst nur in Potenz ist; siehe Akt und Potenz. Wenn alles über eine gewisse Aktualität verfügt, kann darin keine Wirksamkeit entfaltet werden. Eine solche Aktualität existiert nicht oder ist wenigstens unnütz und unerkennbar (2. Buch 993b).
So existiert eine Substanz, durch ihr Substanzsein und eine Quantität, weil sie Quantität ist, aber nicht durch ein gemeinsames „Seiendsein“. Es gibt nichts Gemeinsames, was das Seiende seiend macht. Die Seienden sind aus jeweils einem anderen Grund seiend. Es gibt keine uniforme zusätzliche formale Aktualität („Seiendsein“), auf Seiten des Wesens, die bewirkt, dass eine nichtexistierende Wesenheit als Seiendes existiert (Zentrismus). Das Seiende existiert durch alle seine Aktualitäten, welche aus der Wesenheit hervorgehen (Holismus). Die Existenz ist keine weitere formale Bestimmung der Wesenheit, sondern eine transzendentale Bestimmung, neben der Wesenheit (thomistische Distinctio realis).
Insofern ist Kant hier aristotelisch, wenn er sagt, dass sich eine existierende Substanz formal in nichts von einer gedachten unterscheidet. Allerdings wird die gedachte Substanz nicht so detailreich sein, wie die Realität dies erfordert.
Die Aktualität, welche beim Seienden zur Wesenheit hinzukommt, ist keine weitere formale Bestimmung des Wesens, sondern beinhaltet die Einbindung des Seienden in das kausale Gefüge realer Dinge. Zur Existenz eines Seienden ist nicht nur notwendig, dass sein Wesen widerspruchsfrei ist, es muss auch als Wirkung aus einer bereits existierenden Ursache hervorgegangen sein. Diese transzendentale Beziehung ist aber nicht formaler Ordnung.
Das Wesen ist schon definitionsgemäß auf die Existenz hingeordnet und beinhaltet deshalb bereits jegliche formale Bestimmung, die zur Existenz eines Seienden notwendig ist. Der Wesenheit fehlt einzig die Einbindung ins kausale Gefüge existierender Dinge, um zu einem Seienden zu werden.
Die Einbindung eines Seienden in das Gefüge realer Dinge verlangt zusätzliche, akzidentelle, formale Bestimmungen, welche durch die Anpassung an die konkreten Umstände gefordert werden. Aufgrund ihres Ursprungs werden diese Bestimmungen ebenfalls „Existenz“ genannt. Sie existieren und stellen Seiendes dar.

## Wesen der Analogie
Aristoteles kritisiert die Partizipationslehre Platos und die Nachahmungslehre der Pythagoreer scharf (Buch 1 987b). Partizipation und Nachahmung sagen nichts Konkretes aus. Was hat das Sein, das an einem anderen partizipiert, von diesem? Worin besteht die Partizipation? Deshalb sind diese Begriffe für Aristoteles unwissenschaftlich. Dem stellt er seine Analogielehre entgegen (4. Buch 1003a ff).
Die Wirkung ist analog zur Ursache. Mit seinen vier Ursachen kann er so wissenschaftlich präzise die Analogie zwischen Seienden beschreiben, auf vier verschiedenen Ebenen. Das gilt sowohl für Substanzen, als auch Akzidentien.
Diese Beschreibung der Analogie führt er nicht nur auf dem ens reale durch, sondern erweitert sie auch auf das ens rationis.
So wird die Analogie noch durch den Begriff der Privation ergänzt. Ein Nichtseiendes sei nicht-seiend.
Mit den Wesenheiten (also nicht nur Einzeldingen) macht er schließlich die analoge Beschreibung des Seins vollkommen.
Mit diesem Instrumentarium gilt es nun zu untersuchen, welche Analogie der „Analogia entis“ zu Grunde liegt. Zwei Seiende haben aber unter Umständen formal überhaupt nichts gemeinsam (z. B. das Wann und das Wo). Hier kann auch nicht die geringste direkte Kausalität bestehen. Hier gilt nur die schwächste Stufe der Analogie. Die Analogie über ein Drittes. Aristoteles nennt zwei Seiende auch dann analog, wenn sie eine gemeinsame Ursache haben. Beide Seiende sind aus der ersten Ursache hervorgegangen und darin besteht ihre ganze Analogie. Es muss nicht die geringste formale Übereinstimmung untereinander geben. Jedes dieser beiden Seienden muss jedoch eine formale Übereinstimmung mit der ersten Ursache haben.

## Bedeutung für die Metaphysik
Die Metaphysik ist im Gegensatz zu den anderen Wissenschaften als eine Wissenschaft der Substanzen zu verstehen (dem Seienden insofern es seiend ist: 4. Buch 1003a). Die Substanz ist aber nicht den Sinnen zugänglich, sondern nur dem Verstand. Damit besteht eine weitere Abgrenzung zu den übrigen Wissenschaften. Die übrigen Seienden (Quantitäten, Qualitäten, Wann, Wo, Relationen…) werden von der Metaphysik nur als Akzidentien betrachtet, als Seiende, die nicht Substanz sind.
Im Gegensatz zu den übrigen Wissenschaften, welche ihr Objekt anhand von Akzidentien ordnen, ist der topologische Raum der Substanzen durch die Analogie, also Kausalität, gestaltet.
Aristoteles will nun zeigen, dass durch diese Beschreibung alles Sein erfasst wird. Jede Akzidenz wird von einer Substanz in besonderer Weise besessen. So wird durch die Ordnung der Substanzen letztlich auch jedes Akzidenz wissenschaftlich vollständig beschrieben. So ist letztlich alles Sein der Metaphysik zugänglich, obwohl ihr erster Gegenstand nur die Substanzen sind, welche auch die letzten Ursachen sind. Etwas ist beispielsweise warm aus Analogie zum Feuer.

## Gegner
(Die klassischen Gegner finden sich im Artikel über Analogie (Philosophie).)
Als erklärter Gegner der „Analogia entis“ gilt Karl Barth. Er konfessionalisiert den Begriff und bezeichnet ihn als sein größtes Hindernis gegenüber dem katholischen Glauben.
Aber selbst unter den erklärten Anhängern der „Analogia Entis“ finden sich heute zahlreiche, welche die aristotelische Lehre ablehnen. „Analogia entis“ wird dabei in einem weiteren Sinne verstanden, der auch die platonische Partizipationslehre umfasst.
Zu dieser Art von Gegnern der aristotelischen Analogia entis sind beispielsweise Neothomisten wie 
E. Gilson und J. Maritain zu zählen. Mit ihrer eigenwilligen Interpretation des thomistischen „Actus essendi“ geben sie jedem Seienden eine gleiche formale Aktualität, die durch die Wesenheit beschränkt wird. Hier ließe sich aufgrund des neothomistischen „actus essendi“ eine Gattung bilden. Diese philosophische Richtung findet Unterstützung durch Cornelio Fabro.